# Monizia
- Commons
- Wikispecies

Monizia é um género botânico monoespecífico, endémico do arquipélago da Madeira, e pertencente à família Apiaceae.
A única espécie do género, a Monizia edulis, também conhecida por cenoura-da-rocha ou nozelha, assemelha-se a uma cenoura arborescente e de grandes dimensões, podendo ser comestível.
Encontra-se fortemente ameaçada de extinção no seu habitat natural, ocorrendo naturalmente em escarpas rochosas na ilha da Madeira (até aos 1500m) e da Deserta Grande (até aos 300m). Supõe-se que se tenha extinguido nas ilhas Selvagens, restantes ilhas Desertas e Porto Santo.